# 阿尼耶
阿尼耶（法語：Anhiers，发音：[a.nje]）是法国上法兰西大区北部省的一个市镇，位于该省中部，属于杜埃区。该市镇2009年时的人口为898人。

## 人口
阿尼耶人口变化图示
| 数据来源：INSEE |